# Bakumatsu Kikansetsu Irohanihoheto
Bakumatsu Kikansetsu Irohanihoheto (яп. 幕末機関説 いろはにほへと Бакумацу Кикансэцу Ироханихохэто, русск. неоф. «Борьба за власть времён бакумацу — никто не вечен») — аниме-сериал, снятый Рёсукэ Такахаси и студией Sunrise. Выходил сериал блоками по три серии на интернет-канале GyaO.

## Сюжет
Сериал рассказывает о приключениях молодого мечника Акидзуки Ёдзиро и его поисках артефакта, известного, как Голова Повелителя. Действие происходит в период Бакумацу и аниме очень детально показывает быт и нравы этой эпохи. Как и многие аниме студии Sunrise, «Bakumatsu Kikansetsu Irohanihoheto» имеет антивоенные мотивы.

## Персонажи
Акидзуки Ёдзиро — Семнадцатилетний Легендарный Вечный Воин, которому поручено уничтожить Голову Завоевателя, хранитель меча Гэцуруито. Бывший доверенный и телохранитель Сакамото Рёмы
Сэйю: Дайсукэ Намикава
Канна Сакёносукэ — Изначально — телохранитель Кацу Кайсю. По месту рождения — лондонец, его отец — вице-адмирал военно-морского флота, а мать — японка, бывшая таю.
Сэйю: Косукэ Ториуми